# Bolitoglossa zapoteca
Espèce
Statut de conservation UICN

 EN  : En danger
Bolitoglossa zapoteca est une espèce d'urodèles de la famille des Plethodontidae.

## Répartition
Cette espèce est endémique du Sud de l'État d'Oaxaca au Mexique. Elle se rencontre vers Quiogolani à environ 1 875 m d'altitude dans la Sierra Madre del Sur.

## Description
Le mâle holotype mesure 60,3 mm de longueur standard.

## Étymologie
Son nom d'espèce, zapoteca, lui a été donné en référence aux Zapotèques, un peuple amérindien précolombien qui vivait dans la vallée d’Oaxaca.

## Publication originale
- Parra-Olea, García-París & Wake, 2002 : Phylogenetic relationships among the salamanders of the Bolitoglossa macrinii species group (Amphibia: Plethodontidae), with descriptions of two new species from Oaxaca (Mexico). Journal of Herpetology, vol. 36, p. 356-366 (texte intégral).